# デルフィ・ヘリ
デルフィ・ヘリ・イ・ロウラ（Delfí Geli i Roura、1969年4月22日 - ）は、スペイン・ジローナ県出身の元サッカー選手。ポジションはディフェンダー（右サイドバック）。スペイン代表、カタルーニャ代表であった。

## 経歴

### クラブ
地元のジローナFCからデビューした時はフォワードであり、1989年にFCバルセロナに移籍したが、トップチームでの出場は1990年1月31日のレアル・オビエド戦(0-0)での1試合のみであった。1991年夏、プリメーラ・ディビシオン（1部）に初昇格したアルバセテ・バロンピエに移籍して右サイドバックにコンバートされ、1991-92シーズンは32試合に出場した。1992-93シーズンと1993-94シーズンにはリーグ戦で計9得点を挙げ、1994年夏にアトレティコ・マドリードに引き抜かれた。1995-96シーズンにはリーグ戦とコパ・デル・レイの2冠を果たした。アトレティコで5シーズンプレーした後、1999年にセグンダ・ディビシオン（2部）のアルバセテに復帰し、31歳となった2000年にはデポルティーボ・アラベスに移籍した。2000-01シーズンには35試合に出場して2得点を挙げ、アラベスをプリメーラ・ディビシオン10位に導いた。同シーズンにはUEFAカップにも出場し、イタリアのインテル、ラーヨ・バジェカーノ、ドイツの1.FCカイザースラウテルンなどを下して決勝に進出したが、決勝のリヴァプールFC戦(4-5)では延長にオウンゴールを決めてしまい、試合に敗れた。2003年にはプロデビューしたジローナFCに復帰し、2シーズンをセグンダ・ディビシオンでプレーした後に現役引退した。プリメーラ・ディビシオンでは計343試合に出場して23得点を挙げ、公式戦通算では366試合に出場して29得点を挙げた。

### 引退後
2015年7月、ジローナFCの社長に就任した。

### 代表
1992年1月15日、トーレス・ノバスで行われたポーランドとの親善試合でスペイン代表デビューした。1992年中にさらに3試合に出場している。
1993年、カタルーニャ代表として2試合に出場した。

## タイトル
- リーガ・エスパニョーラ (1): 1995–96
- コパ・デル・レイ (2): 1989–90, 1995–96